# 奥斯特宁堡兰
奥斯特宁堡兰（德語：Osternienburger Land，意为“奥斯特宁堡之地”）是德国萨克森-安哈尔特州的市镇，隶属于安哈尔特-比特费尔德县。总面积为138.7平方千米，截至2023年12月31日总人口为8,259人。